# Bruchus rufipes
Bruchus rufipes là một loài bọ cánh cứng trong họ Bruchidae. Loài này được Herbst miêu tả khoa học năm 1783.